# II. Abdul Rahman mohéli király
II. Abdul Rahman (Fomboni, Mohéli, 1860 körül – Fomboni, Mohéli, 1885) vagy teljesebb néven: Abdul Rahman bin Szaidi Hamadi Makadara, franciául: Abderremane II, zanzibári és ománi herceg, Mohéli (comorei nyelven Mwali) szultánja/királya a Comore-szigetek egyik szigetén. A madagaszkári eredetű Imerina-dinasztia tagja. Szalima Masamba királynő bátyja, I. Ranavalona és III. Ranavalona madagaszkári királynők, valamint  Szaid ománi és zanzibári szultán rokona. A nevét az anyai nagyapja, I. Abdul Rahman mohéli király után kapta.

## Származása

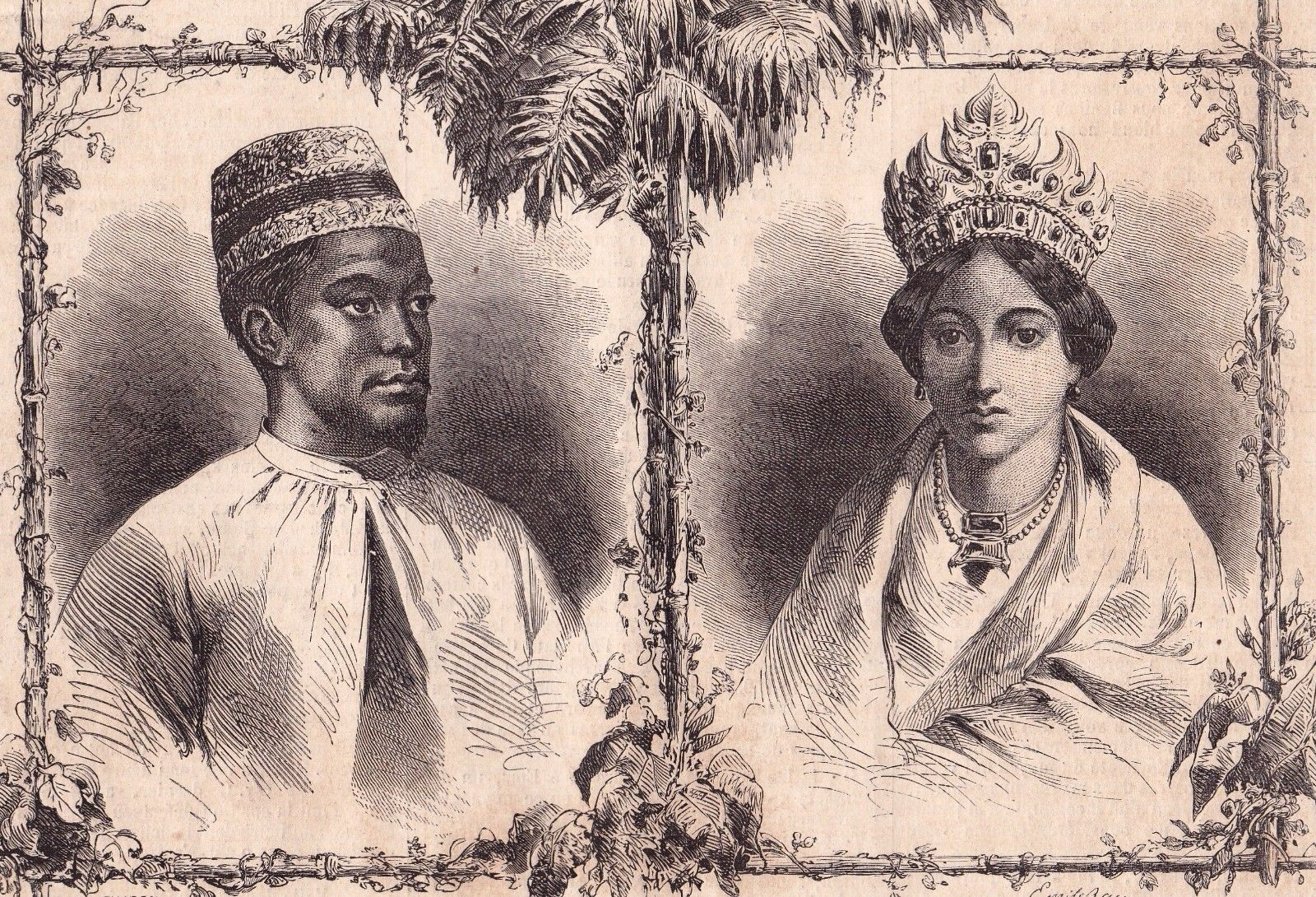
A szülei 1861-ben, Le Monde illustré

Édesanyja Dzsombe Szudi mohéli királynő (szultána). Anyja révén, aki a madagaszkári királyi házból, az Imerina-dinásztiából származott, Ramanetaka-Rivo (–1842) madagaszkári hercegnek és marsallnak, valamint Ravao (–1847) madagaszkári királynénak, I. Radama madagaszkári király harmadik feleségének volt az unokája. Szalima Masamba anyai nagyapja, Ramanetaka-Rivo herceg I. Radama halála (1828) után Radama egy másik feleségének, Ranavalonának a trónra jutása után, hogy mentse az életét, a Comore-szigetekre menekült, felvette az iszlámot és az Abdul Rahman nevet, majd 1830-tól Mohéli szigetének a szultánja lett.
II. Abdul Rahman anyai nagyanyja, Ravao királyné pedig miután az első férje, I. Radama elvált tőle, feleségül ment annak rokonához, Ramanetaka-Rivo herceghez, és Radama főfeleségének, I. Ranavalonának a hatalomra kerülése után együtt menekült második férjével Mohélire, ahol őbelőle szultána lett. Majd Ramanetaka-Abdul Rahman halála után kiskorú lánya, Dzsombe Szudi lett az uralkodó, ő pedig lánya nevében átvette a régensséget, és hozzáment Ratszivandini tábornokhoz, aki az ő társrégense lett, de elvált tőle, és 1846-ban Szaid Abdul Rahman bin Szultan Alavi anjouani herceg felesége lett, viszont már a következő évben mérgezés következtében Mohéli fővárosában, Fomboniban elhunyt. Lánya, II. Abdul Rahman anyja, Dzsombe Szudi királynő ekkor 10 éves volt.
Édesapja anyjának zanzibári férje, Szaidi Hamada Makadara herceg, Szaid ománi és zanzibári szultán unokatestvére volt. Bátyjából és húgából is szultán lett: Mohamed (ur: 1865–1874) és Szalima Masamba (ur.: 1888–1909).

## Testvérei
- Édestestvérei anyjának a férjétől, Szaidi (Szajjid) Hamada (Muhammad bin Nasszer Al-Buszaidi) Makadara (Mkadara) zanzibári és ománi hercegtől, Moheli hercegétől és régensétől, Szaid ománi és zanzibári szultán tanácsosától, 3 fiú:[3]
  - Mohamed bin Szaidi Hamadi Makadara (1859 körül–1874) mohéli király (szultán) (ur.: 1865–1874)
  - Abdul Rahman bin Szaidi Hamadi Makadara (1860 körül–1885)
  - Mahmud bin Szaidi Hamadi Makadara (1863–1898), Mohéli régense (ur.: 1889–1897)
- Féltestvérei az anyjának házasságon kívüli kapcsolatából, Émile Charles Marie Fleuriot de Langle (1837–1881) francia kereskedőtől, 2 gyermek:[4]
  - Bakoko[5] (? –1901) mohéli királyi herceg
  - Szalima Masamba (Ursula) bint Szaidi Hamadi Makadara (1874–1964), Mohéli szultánja (királynője), férje Camille Paule (1867–1946) francia csendőr, 3 gyermek
- Féltestvérei az apjának ismeretlen nevű zanzibári ágyasától, 3 fiú:
  - Szaif bin Szaidi Hamadi Makadara (1836 körül–1874 körül), mostohaanyjának és sógornőjének, Dzsombe Szudi Fatima szultána-királynőnek a titkára: (1867–1874), felesége Dzsumbe Szalama (1839–1858 körül) mohéli hercegnő, I. Abdul Rahman mohéli király természetes lánya[6]
  - Abdullah bin Szaidi Hamadi Makadara
  - N. bin Szaidi Hamadi Makadara

## Élete
1860 körül született Mohéli fővárosában, Fomboniban. Tizennyolc éves volt, mikor édesanyja 1878-ban meghalt, és őt követte a trónon. 
1885-ben II. Abdul Rahmant meggyilkolták, és Mohamed Sehe lett az új szultán, aki 1886-ban elfogadta a francia hegemóniát, és Moheli francia protektorátus lett. 